# فايرفلاي أونلاين
فايرفلاي أونلاين هي لعبة فيديو تقمص الأدوار طورتها سبارك بلوغ غيمز وكوانتوم ميكانيكس للويندوز، ماك أو إس، آي أو إس وأندرويد.